# 张时起
张时起，字才英，元代东平(今山东东平)人。生卒不详，活跃与元文宗年间。元代著名杂剧作家。据《录鬼簿》和《东平府新学记》等记载，张时起曾就学于东平府学。《录鬼簿》录其作品有：“《昭君出塞》、《赛花月秋千记》、《霸王垓下别虞姬》和《沉香太子劈华山》”。元贾仲明吊张时起称其“与高文秀同闬里，同斋同笔”。

## 重要作品
- 《昭君出塞》。
- 《赛花月秋千记》。
- 《霸王垓下别虞姬》。
- 《沉香太子劈华山》。

## 参看
- 元曲
- 《录鬼簿》
- 《录鬼簿续编》